# Eirik Raudes Land

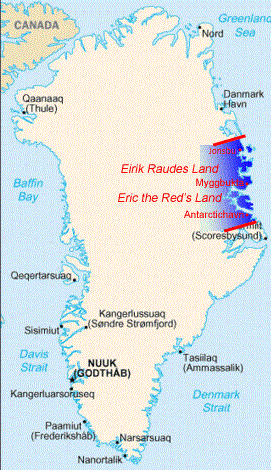
Karte von Grönland mit Eirik Raudes Land

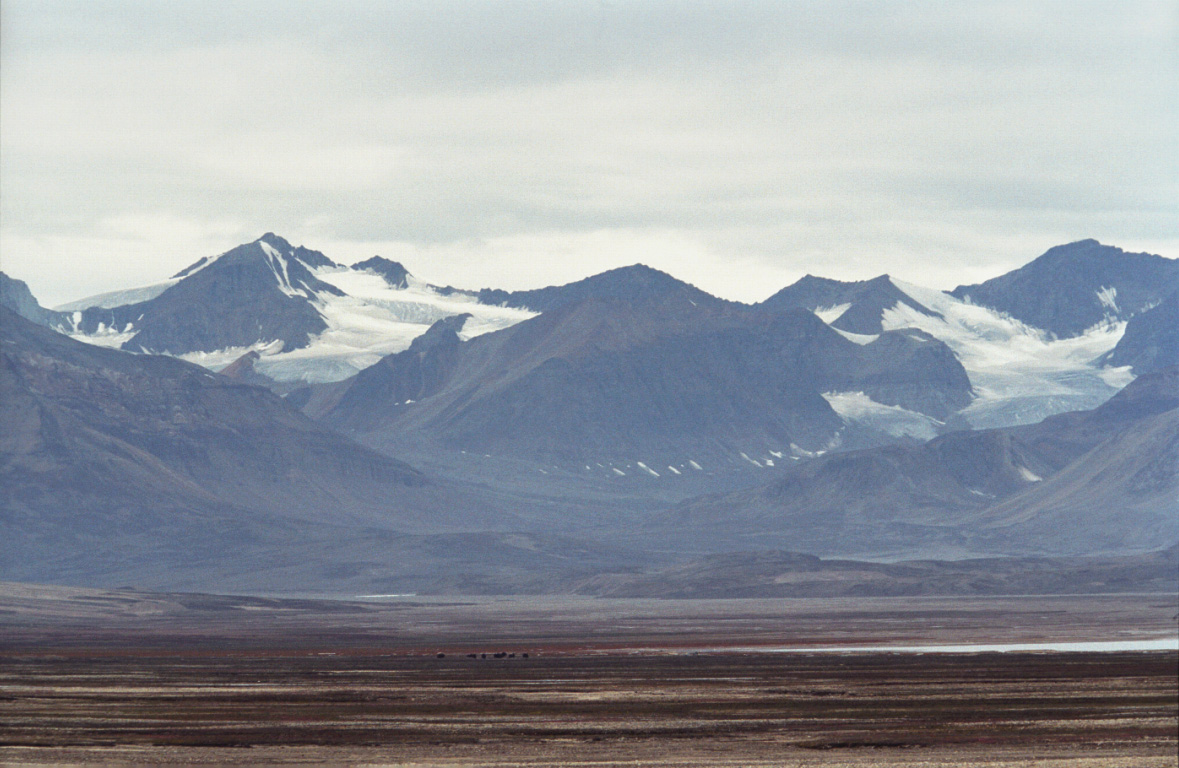
Antarctichavn, Ort der Überwinterungsstation des Gouverneurs Helge Ingstad

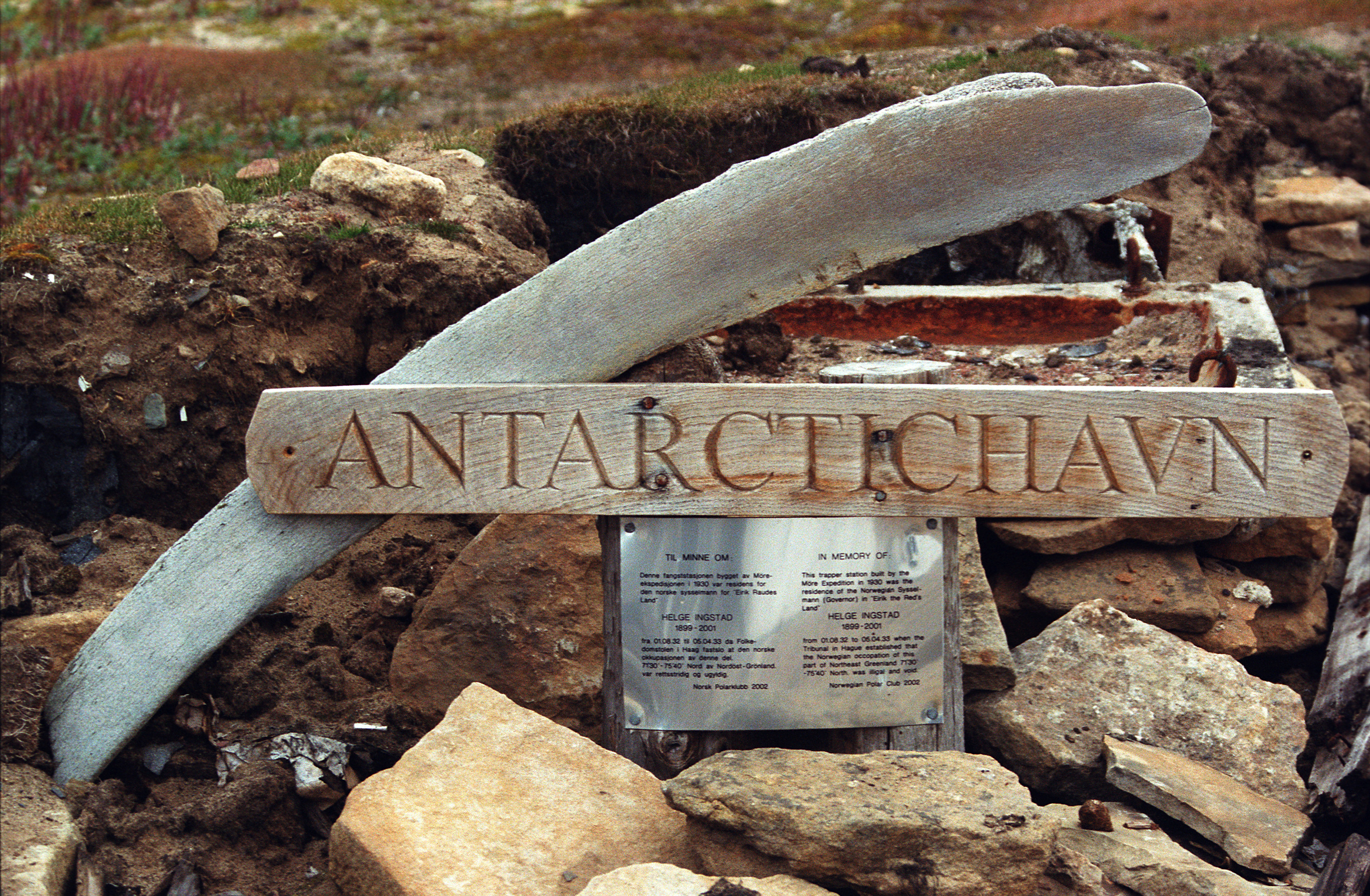
Norwegische Gedenkstätte in Antarctichavn

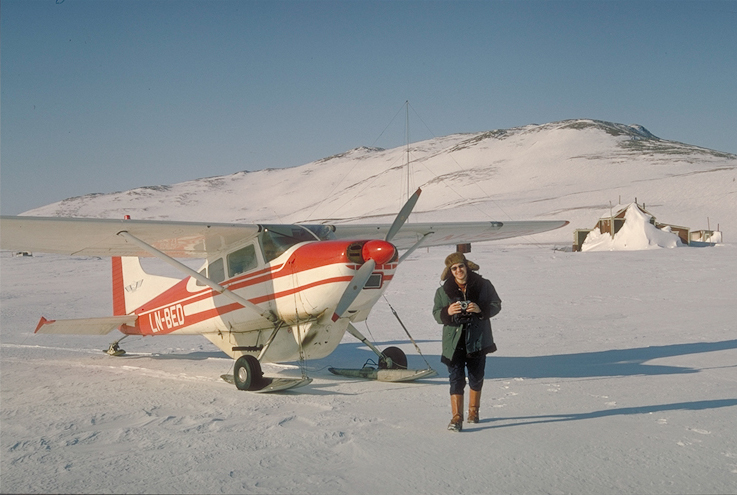
Ehemalige norwegische Station Myggbukta, 1973

Eirik Raudes Land war der offizielle norwegische Name für ein von Norwegen vom 27. Juni 1931 bis zum 5. April 1933 okkupiertes Territorium auf Grönland.
Norwegen weigerte sich, die dänische Oberhoheit über die unbesiedelten Gebiete der einstmals norwegischen Insel anzuerkennen. Das besetzte Territorium an der ostgrönländischen Küste, das durch den Carlsbergfjord im Süden bei 71° 30′ N (71° 30′ 0″ N, 22° 33′ 7″ W) und den Bessel Fjord im Norden bei 75° 40′ N (75° 40′ 0″ N, 19° 34′ 40″ W) begrenzt war und damit eine Nord-Süd-Ausdehnung von rund 460 Kilometern besaß, wurde nach dem Wikinger Eirik Raude (Erik der Rote) benannt, der Grönland im Jahre 985 entdeckt hatte. Der – nach der norwegischen Okkupation erteilte – dänische Name dieser Region lautet Kong Christian X Land (von 70° N bis 75° N). Im Sommer 1932 besetzte Norwegen weiter südlich auch das Gebiet zwischen 60° 30′ N und 63° 40′ N, das Fridtjof Nansens Land genannt wurde.
Der zwischenstaatliche Konflikt wurde von Dänemark vor den Ständigen Internationalen Gerichtshof gebracht, der nach längerer Verhandlung und Untersuchung am 5. April 1933 in allen Punkten zu Gunsten Dänemarks entschied. Norwegen erkannte den Urteilsspruch noch am selben Tag an, womit die Besetzung nach fast zwei Jahren endete. Während der Besetzung war Helge Ingstad als Sysselmann (Gouverneur und Vertreter der Regierung in Oslo) verantwortlich für Eirik Raudes Land gewesen.

## Hintergrund
Im Jahre 1814 wurde die bestehende Realunion zwischen Dänemark und Norwegen (infolge des Kieler Friedens) aufgelöst und Norwegen in eine neue Union mit Schweden hineingezwungen. Die seit langer Zeit gegenüber Norwegen steuer- bzw. tributpflichtigen Gebiete Island, Färöer und Grönland verblieben jedoch unter der dänischen Krone. Als dann im Jahre 1905 die Union mit Schweden aufgelöst und Norwegen somit wieder vollkommen unabhängig wurde, entstand in Norwegen eine Diskussion, ob nicht Grönland eigentlich zum Königreich Norwegen gehört.
Schon im Jahre 1776 hatte Dänemark ein Handelsmonopol für Rohstoffe und Produkte von der grönländischen Süd- und Westküste erlassen und verbot ausländischen Fischern und Jägern jeden Zugang. In Norwegen fürchtete man daraufhin, dieses Handelsmonopol und der dänische Hoheitsanspruch könne auch auf die grönländische Ostküste ausgeweitet werden – mit der Folge von harten Einschnitten für die in diesem Gebiet tätigen norwegischen Unternehmungen.
Am 22. Juli 1919 kam es in Oslo zu einer Unterredung zwischen dem damaligen norwegischen Außenminister Nils Claus Ihlen und dem dänischen Botschafter in Norwegen, welcher strikt gegen die norwegischen Fischerei- und Jagdinteressen im Gebiet von Ost-Grönland eingestellt war. Bei diesem Gespräch teilte der Außenminister dem Botschafter mit, Dänemark könne seine politischen und wirtschaftlichen Interessen auf ganz Grönland ausdehnen, ohne dabei mit Widerstand durch Norwegen rechnen zu müssen. Diese Unterredung war später höchst umstritten in Norwegen und wurde von Dänemark in dem Verfahren vor dem Haager Gerichtshof im Jahre 1933 eingebracht.
Im Jahre 1921 erklärte Dänemark unter Hinweis auf den Kieler Vertrag, dass künftig ganz Grönland und die Hoheitsgewässer um die Insel herum unter dänischer Oberhoheit stehen sollten. Die norwegische Regierung betrachtete diese Absichtserklärung als Angriff auf norwegische Rechte, vor allem gegen den norwegischen Robben- und Walfang und die Fischerei an der ostgrönländischen Küste. Norwegen betrachtete Grönland als einen alten norwegischen Besitz und verweigerte die Anerkennung der dänischen Souveränitätsforderungen für die unbesiedelten Gebiete der Insel. Nach norwegischer Anschauung gab der Kieler Vertrag Dänemark nur für jene Gebiete ein Hoheitsrecht, die besiedelt oder wirtschaftlich genutzt waren, also für die grönländische Westküste – der Rest von Grönland war danach allenfalls Niemandsland (oder aber norwegisch).
Beide Länder unterzeichneten nach längeren Verhandlungen im Juli 1924 den Ost-Grönland-Vertrag und einigten sich damit darauf, dass beide Länder gleiche Rechte hinsichtlich der Fischerei und Jagd, für wissenschaftliche Forschungen und meteorologische Stationen in den unbewohnten Teilen von Ost-Grönland haben sollten. Die Frage der Souveränität wurde in dem Vertrag offengelassen, weil man darüber zu keiner Übereinstimmung gekommen war. Dieser Vertrag lief formal erst am 9. Juli 1967 aus, nachdem eine Zeitlang überhaupt keine Jagd mehr stattgefunden hatte.
Als Dänemark 1930 eine Expedition in die „norwegischen“ Gebiete ankündigte, eskalierte der Streit erneut. Der Konflikt wurde überall als „die Grönlandsache“ diskutiert, dabei ging es jedoch immer nur um den sehr dünn besiedelten östlichen Teil der Insel.

## Norwegische und dänische Unternehmungen in Ost-Grönland
Der Norweger Ragnvald Knudsen aus Sandefjord mit dem Schiff Hekla wird als der erste angesehen, der schon im Jahre 1889 Jagdunternehmungen an der grönländischen Ostküste begann. Die Küste hatte ein reiches Tierleben, gefangen bzw. gefischt wurden unter anderem Moschusochsen, Schneehasen und Lachse. Vier Jahre später wurde bei Kulusuk auf 65°34' Nord die erste Überwinterungsexpedition unternommen. Die nächste Überwinterung fand 1908/1909 statt, danach war zunächst Schluss damit, bis im Jahre 1921 (nach der offiziellen Ausweitung der dänischen Souveränität) in der Myggbukta (deutsch: „Mückenbucht“, 73° 29′ 28″ N, 21° 32′ 26″ W) eine dauerhafte Walfang-, Radio- und Wetterstation eingerichtet wurde. Diese Station war die erste auf Grönland und wurde auf Initiative norwegischer Meteorologen durch eine Fangexpedition von Tromsø aus eingerichtet. Diese Expedition selbst, die neben der auf der Station verbleibenden Besatzung noch aus sieben Mann bestand, ging auf der Heimfahrt verloren und alle sieben Teilnehmer kamen ums Leben. Die Station in der Myggbukta wurde nach einigen Jahren zunächst wieder aufgegeben und dann 1926 neu eingerichtet. Von da an dauerte ihr Betrieb mit Ausnahme der Unterbrechung wegen der Auswirkungen des Zweiten Weltkriegs in der Zeit von 1940 bis 1946 ununterbrochen an, bis die Station im Jahre 1959 endgültig aufgegeben wurde.
In den 15 Jahren vor der dänischen Souveränitätsausweitung waren nur fünf Forschungsexpeditionen nach Grönland geschickt worden, diese Zahl stieg in den folgenden 15 Jahren auf zwanzig, von denen neun auch auf Grönland überwinterten. Zugleich stieg auch die Zahl der Fangexpeditionen deutlich an.
Von 1929 an begann NSIU („Norges Svalbard- og Ishavsundersøkelser“/„Norwegens staatliche Spitzbergen- und Eismeeruntersuchungen“, ein Vorläufer des heutigen norwegischen Polarinstituts) mit jährlichen Sommerexpeditionen nach Ostgrönland. In dieser Ausweitung des Arbeitsbereiches der NSIU auf Ost-Grönland kann man durchaus auch den Wunsch der Behörden sehen, die von privaten norwegischen Unternehmen betriebenen Jagd- und Fischereigeschäfte zu unterstützen. Im gleichen Jahr wurde am 24. Juni die norwegische Gesellschaft „Arktisk Næringsdrift A/S“ gegründet. Zweck der Gesellschaft waren alle Geschäfte der „Jagd, Fischerei und Bergwerksbetriebe sowie damit in Zusammenhang stehender Unternehmen.“ In der Praxis sollte das Unternehmen vor allem Jagd und Fischerei in Ostgrönland betreiben sowie den Unterhalt der Funkstation in der Myggbukta für den norwegischen Staat sichern. Weil der Ertrag der Jagd und Fischerei die Ausgaben der Gesellschaft allerdings zunächst nicht deckte, gewährte der norwegische Staat einen Zuschuss für den Betrieb von Myggbukta Radio und gewährte der Gesellschaft außerdem ein größeres Darlehen. Auch die Dänen gründeten im gleichen Jahr ein privates Unternehmen, die „Østgrønlandske Fangstkompani Nanok“, die in der Hauptsache den gleichen Geschäftszweck hatte wie die norwegische Gesellschaft.
Der Bau von Hütten wurde als ein wichtiges Argument für Souveränitätsforderungen angesehen (nämlich als bescheidene Form einer Besiedelung und wirtschaftlichen Nutzung), und in der Zeit von 1908 bis 1931 bauten norwegische Jäger und Fischer mehr als 80 Hütten. Der Abstand zwischen diesen Hütten war etwa auf eine Tagestour mit dem Hundeschlitten abgestimmt (betrug also etwa 20 km), insbesondere, um das als norwegisches Gebiet begehrte Territorium so weit wie möglich auszudehnen. Bis zum Beginn des Zweiten Weltkrieges war die Anzahl der Hütten auf etwa 120 angewachsen, darunter 13 Hauptstationen. Den begrenzten Mitteln der damaligen Zeit entsprechend waren sogar diese Hauptstationen sehr bescheiden gebaut: In der Regel bestanden sie nur aus Zweiggeflecht und Holz und waren nur etwa 12 bis 15 m² groß, mit einer Küche und einem einzigen Raum. Die übrigen Hütten waren sogar nur etwa 4 m² klein, mit einer Koje, einem Ofen und einem Tisch.
Am 16. Juni 1931 startete von Kopenhagen aus die bis dahin größte dänische Ost-Grönland-Expedition. Sie hatte mehr als einhundert Teilnehmer und war auf eine Dauer von drei Jahren angelegt. Mehrere tausend Zuschauer und der dänische Staatsminister (Regierungschef) Thorvald Stauning verabschiedeten die beiden Expeditionsschiffe am Kai. Angesichts dieser großen Expedition befürchtete der norwegische Anwalt und nationalistische Politiker Gustav Smedal eine Entscheidung der „Grönlandsache“ zu Gunsten von Dänemark. Außerdem war ihm klar, dass der Geologe Adolf Hoel, der damalige Leiter der NSIU, Ost-Grönland nicht auf eigene Initiative hin annektieren würde. Hoel war vorher eine zentrale Figur bei der Sicherung norwegischer Hoheitsansprüche gewesen: Svalbard (Spitzbergen), Peter-I.-Insel sowie das antarktische Dronning Maud Land.

## Norwegische Besetzung von Ostgrönland
König Haakon von Norwegen hatte keinen Zweifel an einem norwegischen Sieg im Streit mit Dänemark um Ostgrönland und hielt die dänische Position für ausgesprochen dürftig und rechtlich unhaltbar. Allgemein betrachtete Norwegen Grönland als einen alten norwegischen Besitz und bestritt jede dänische Hoheit über die unbebauten Landgebiete der Insel.
Am 27. Juni 1931 unternahm dann Hallvard Devold, Leiter einer eigenen Fangexpedition mit Basis in der Myggbukta, die private Okkupation eines großen Areals von Ost-Grönland. Devold und seine Jäger waren insofern nicht völlig allein bei dieser Besetzung, als sie die Annektierung auch im Auftrag von Gustav Smedal und Adolf Hoel durchführten.
Devold sandte am 28. Juni ein Telegramm, um die Okkupation bekannt zu machen:
(Auszug aus dem Telegramm):

„Nærvær av Eiliv Herdal, Tor Halle, Ingvald Strøm og Søren Richter er idag det norske flagg heist i Myggbukta. Og landet mellom Karlsbergfjord i syd og Besselfjord i nord okkupert i Hans Majestet Kong Haakons navn. Landet har vi kalt Eirik Raudes land“

„Im Beisein von Eiliv Herdal, Tor Halle, Ingvald Strøm und Søren Richter haben wir heute in der Myggbukta die norwegische Flagge gehisst und das Land zwischen dem Carlsbergfjord im Süden und dem Bessel Fjord im Norden im Namen Seiner Majestät König Haakons annektiert. Diesem Land haben wir den Namen Eirik Raudes Land gegeben.“

Das annektierte Gebiet lag mehrere tausend Kilometer entfernt von dänischen besiedelten Gebieten.
Zu Beginn war die Okkupation ein Privatunternehmen und die Koalitionsregierung unter Peder Kolstad bewahrte zuerst Distanz dazu. Smedal schreibt darüber in seinem Tagebuch, Absicht der privaten Okkupation sei es gewesen, die norwegischen Behörden zu der Einsicht zu bringen, dass ein gesteigertes dänisches Interesse an den Gebieten Ost-Grönlands die norwegischen Rechte gefährden könnte. Nach intensiver Lobbyarbeit entschieden sich das norwegische Parlament sowie eine in diesem Fall sogar einstimmige Koalitionsregierung am 10. Juli 1931 für die offizielle Annexion des Gebietes. Am gleichen Tage wurde der Advokat Helge Ingstad als Sysselmann (Gouverneur) über das neue Territorium ernannt. Der norwegische Verteidigungsminister Vidkun Quisling erließ sogleich den Befehl, dass die norwegische Marine die Okkupation unterstützen solle, falls dies notwendig würde.
Ingstadt kam 1932 mit dem Polarschiff Polarbjørn (deutsch Eisbär) nach Eirik Raudes Land, wo er 1932–1933 zusammen mit seinem fünfköpfigen Stab in Antarctichavn (72° 2′ 0″ N, 23° 7′ 0″ W) überwinterte. Mit Booten und Hundeschlitten besuchten sie die Jäger und sorgten für Recht und Ordnung. Nach der Annektierung nahmen die norwegischen Aktivitäten in der Region kräftig zu und unter anderem wurde mit dem Polarschiff Polarbjørn 1932 auch eine große Expedition ausgesandt. Zu dieser Expedition gehörten auch zwei Flugzeuge, mit denen vor allem Luftbilder der Region angefertigt werden sollten.
König Haakon, der ja selbst gebürtiger Däne war, engagierte sich auf der Seite seines neuen norwegischen Vaterlands. Später wurde bekannt, dass der König bereits seit 1906 über das Grönlandproblem mit seinem Vater, König Frederik VIII. von Dänemark, im Streit gelegen hatte. König Haakon meinte, Dänemark vertrete eine unhaltbare Position und er vertraute voll auf einen Sieg Norwegens in diesem Streit.
Im Juli 1932, ein Jahr nach der Okkupation von Eirik Raudes Land, besetzte Norwegen rund 1170 Kilometer weiter südlich bzw. südwestlich noch ein zweites Gebiet, das es Fridtjof Nansens Land nannte.
Besonders in der Zeit zwischen den Weltkriegen war Norwegen sehr aktiv bestrebt, sich zusätzliche Hoheitsrechte über Niemandsland in der Arktis und in der Antarktis zu sichern:
- Im Jahre 1925 ratifizierte das norwegische Parlament den Spitzbergenvertrag, durch den Svalbard (Spitzbergen) unter norwegische Verwaltung gestellt wurde.
- Im Jahre 1928 bekam Norwegen seine erste antarktische Besitzung, Bouvetøya (Bouvetinsel), die 1927 annektiert und 1928 für norwegisch erklärt wurde.
- Im Jahre 1929 wurde Jan Mayen norwegisch sowie die Peter-I.-Insel (Insel Peters des Ersten) (in der Antarktis, annektiert 1929 und norwegisches Territorium seit 1931).

Die Okkupation von Ost-Grönland fügte sich damit also ein in eine ganze Reihe von Ausweitungen der norwegischen Souveränität.

## Verhandlung vor dem Ständigen Internationalen Gerichtshof
Am gleichen Tag, als Norwegen bekanntgab, Eirik Raudes Land sei nun norwegisches Territorium, brachte Dänemark die Angelegenheit vor den Ständigen Internationalen Gerichtshof in Den Haag. Für Norwegen waren später sowohl Hoel als auch Smedal mit in der Delegation, die Norwegen vertreten sollte, während Dänemark unter anderem den Polarforscher Lauge Koch entsandte.
Die Verhandlung vor dem Gerichtshof zog sich lange hin und währenddessen saßen Ingstad und seine Männer in Antarctichavn und warteten auf das Telegramm mit dem Urteil. Der Bau weiterer Hütten am Scoresbysund war zunächst wieder eingestellt worden, bis ein Ergebnis des Gerichtsverfahrens vorlag.
Helge Ingstad schreibt dazu in seinem Buch Øst for den store bre:

„Zwar zweifeln wir nicht daran, dass Norwegen sein Recht bekommen wird, aber es gibt wenig Neigung, nach Scoresbysund hinüber zu fahren und die Arbeit fortzusetzen, bevor wir nicht wirklich sicher sind.“

Der Ständige Internationale Gerichtshof urteilte jedoch in allen Punkten gegen Norwegen und zugunsten von Dänemark. Die direkte Folge war, dass Dänemark den Namen des Gebietes umgehend in Kong Christian X’s Land abänderte. Norwegen akzeptierte den Urteilsspruch und beendete die Okkupation am 5. April 1933. König Haakon soll die Niederlage vor dem Gerichtshof sehr schwer genommen haben. Eine Quelle, die dem Königshaus sehr nahestand, berichtete, man sei im Schloss sehr besorgt um die Gesundheit des Königs gewesen.
Auch Hoel nahm die Niederlage zunächst sehr schwer hin. Er beschuldigte die norwegischen Behörden, zu wenig Willensstärke und Mut aufgebracht zu haben, um seinem Vorstoß zu folgen. Im gleichen Jahr trat Hoel der norwegischen faschistischen Partei Nasjonal Samling bei. Er nahm die Wahl auf den zweiten Listenplatz dieser Partei für die Parlamentswahlen auf Quislings Bitte hin dankend an, eine Liste, die den amtierenden Verteidigungsminister Vidkun Quisling auf dem ersten Platz hatte und vom geringen Wahlergebnis bei den Parlamentswahlen und den niedrigen Mitgliederzahlen der Partei her bis zur späteren Besetzung Norwegens durch Deutschland im Zweiten Weltkrieg praktisch unbedeutend war.
In Antarctichavn überbrachte ein kurzes Telegramm den Urteilsspruch an Ingstad:
„Norge for Haag-domstolen tapt Grønlandssaken i alle punkter.“ („Norwegen hat die Grönlandsache vor dem Haager Gerichtshof in allen Punkten verloren.“)
Das Urteil kam unerwartet für Ingstad und seine Leute und es wurde wenig gesprochen, nachdem das Telegramm gelesen worden war.

## Zeit nach der Besetzung
Nach dem Haager Urteil verschwand viel von dem norwegischen Interesse an Grönland als Arena wissenschaftlicher Forschung. Auch hat Norwegen danach die dänische Souveränität über ganz Grönland nicht mehr in Frage gestellt.
Der Zweite Weltkrieg brachte es mit sich, dass Grönland strategische Bedeutung bekam. Abgesehen von der mehr oder weniger gelungenen Einrichtung kleiner Wetterstationen konnte Deutschland Grönland nicht besetzen, obwohl sowohl Dänemark als auch Norwegen durch deutsche Truppen besetzt wurden. Dagegen besetzten die USA die Insel 1941. Die Gruppe um Gustav Smedal und Adolf Hoel versuchte später sowohl bei Quisling als auch beim deutschen „Reichskommissar Norwegen“ Josef Terboven, die Möglichkeiten einer Rückgabe Grönlands an Norwegen für den Fall eines deutschen Sieges im Krieg zu erörtern. Bei einem Treffen unter anderem mit Smedal und Hoel gab Quisling an, 100 Gefangene nach Eirik Raudes Land schicken zu wollen. Die Deutschen hatten allerdings kein Interesse daran, auf Grönland eine weitere Front zu eröffnen. So wurde von der NSIU lediglich ein kleines Schiff ausgeschickt, um die sieben Mann zu versorgen, die in der Station Myggbukta überwintert hatten. Das Versorgungsschiff wurde aber durch die amerikanische Küstenwache aufgebracht, die vor der grönländischen Ostküste patrouillierte, nachdem den Alliierten bekannt geworden war, dass der deutsche Geheimdienst einen NS-Mann mit dem Auftrag an Bord gebracht hatte, in Jonsbu (75° 19′ 32″ N, 20° 23′ 16″ W) im nördlichen Teil von Eirik Raudes Land eine geheime Wetterstation für die deutsche Luftwaffe einzurichten.
Im Jahre 1959 wurden alle norwegischen Aktivitäten in Ost-Grönland aufgegeben und das Polarschiff „Polarsel“ (=„Polarseehund“) holte die Stationsbesatzung, ihre Ausrüstung und den letzten Fang von Grönland ab.

## Norwegische Ortsnamen in Ost-Grönland in heutiger Zeit
Die NSIU benannte viele Stellen in Ost-Grönland, allerdings wurde nur eine kleine Zahl dieser geografischen Bezeichnungen durch die dänischen Behörden anerkannt und übernommen. Grund für die Zurückweisung der norwegischen Ortsbezeichnungen war hauptsächlich das nationalistische Klima in Verbindung mit dem Streit um Eirik Raudes Land sowie der Eindruck, die NSIU hätte zu viele Orte in einem zu schnellen Tempo benannt. Die United States Air Force verwendete hingegen die von der NSIU benutzten Bezeichnungen in ihrer 1951 herausgegebenen Grönlandkarte.

## Geschichte
1776 erließ Dänemark ein Handelsmonopol entlang der südlichen und westlichen Küsten von Grönland und verbot ausländischen Fischern und Jägern den Zugang zu dem Gebiet. Norwegen errichtete 1922 eine Walfang-, Radio- und Wetterstation in der Myggbukta an der grönländischen Ostküste. Die NSIU (staatliche norwegische Spitzbergen- und Eismeeruntersuchungen) begann 1929 mit jährlichen wissenschaftlichen Sommerexpeditionen nach Ost-Grönland. Die norwegische Gesellschaft Arktisk Næringsdrift A/S  wurde am 16. Juni 1929 und die dänische Gesellschaft Østgrønlandske Fangstkompani Nanok am 24. Juni 1929 gegründet.
Die größte wissenschaftliche Expedition aller Zeiten nach Ost-Grönland verließ Kopenhagen am 27. Juni 1931. Zeitgleich unternahmen Hallvard Devold und seine Jäger eine private Besetzung jenes Territoriums, welches daraufhin als Eirik Raudes Land bezeichnet wird. Am 10. Juli 1931 stimmte die norwegische Regierung nachträglich einstimmig zu, dieses Territorium zu annektieren. Noch am gleichen Tag wurde Helge Ingstad als Sysselmann für das neue Territorium durch die Regierung ernannt.
Der neue Sysselmann Helge Ingstad überwinterte zwischen dem 1. August 1932 und dem 5. April 1933 in der Siedlung Antarctichavn. Der Internationale Haager Gerichtshof entschied am 5. April 1933 zu Gunsten von Dänemark. Norwegen akzeptierte das Urteil und die Annexion wurde beendet. Alle staatlichen norwegischen Aktivitäten auf Grönland wurden 1959 beendet und das Polarschiff Polarsel holte die letzte Mannschaft von der Station in der Myggbukta ab.